# Biringer Ferenc
Biringer Ferenc (František Biringer; Trencsén, 1859. január 7. – Nyitra, 1931. április 15.) orvos, publicista.

## Élete
Szülei Biringer János bádogosmester és Volek Terézia. Testvérei voltak: Tivadar Miklós (1836), Gyula Márk (1838-1839), Ádám (1839-1905), Jusztin (1841), Vince (1844), Mária (1847), Julianna Anna (1849), Albert György (1851-1853), István Benedek (1852-1852) és Rozália (1856-1943; Francini Antalné).
1877-ben érettségizett a besztercebányai gimnáziumban. A Bécsi Egyetemen tanult orvostudományt, ahol 1883-ban végzett. Előbb a bécsi Rudolfs-Stiftung kórház alorvosa, majd 1884. augusztus 3-tól nyitrai kórház alorvosa. 1887-től a piarista gimnázium iskolaorvosa és 1903-tól egészségtan-tanára. Hasonlóan egészségtant tanított a papneveldében és a nyitrai Katolikus polgári és felsőbb leányiskolában is. 1891-től igazgató főorvos lett. 1892-1894 között épült fel az új Nyitra vármegyei közkórház. 1896-ban bővítették az elmebajos osztály férőhelyeit, illetve Pogrányban is biztosítottak ápolást. Kezdeményezésére 1902-ban felépült a tüdőbajosok pavilonja, illetve a szülészeti osztály. 1901-1914 között vezette a szülész asszisztensek iskoláját. 1909-től vármegyei tiszti főorvos. Az első világháború alatt a Vöröskereszt kórházát vezette.
A nyitrai orvosok egyletének tagja. Az orvoslás, megelőzés, fertőzés elleni védekezés, orvostudomány-történet területén publikált. A bajmóci vár történetével is foglalkozott.
Ajándékozással gyarapította a Nyitrai Piarista Főgimnázium természetrajzi szertár gyűjteményét. Alelnöke majd elnöke az orvos-gyógyszerész egyesületnek. 1887-től tagja volt a nyitrai Szent Ágoston Egyesületnek. Sírja a nyitrai városi temetőben volt, de már felszámolták. Vezetésével leküzdötték a kolera terjedését Vágfarkasdon és Malomszegen.

## Emlékezete
- Nyitra-Tormoson utca viseli nevét

## Művei
- 1886 Kimutatás a nyitrai megyei közkórház 1885. évi betegforgalmáról. Nyitra.
- 1890 2. Kimutatás a nyitramegyei közkórház 1889. évi betegforgalmáról. Nyitra.
- 1894 Nyitravármegye 1892–1894. évben épült nyitrai közkórházának leirása. Nyitrai Lapok.
- 1894 A nyitramegyei közkórház emlékkönyve. Nyitra.
- 1895 Nyitravármegye gyógyfürdői és ásványvizei. In: A Nyitrávármegyei Orvos-Gyógyszerészi és Természettudományi Egylet Évkönyve.
- 1896 Bojnice. Nyitramegyei Közlöny 29/1896
- 1899 A nyitrai vármegyei közkórház elmekórosztályának leirása. Nyitra.
- 1900 A tuberculosis társadalmi jelentősége. A Nyitravármegyei orvos-gyógyszerészi és természettudományi egyesület évkönyve.
- 1907 A tuberculosis elleni védekezés mai állása. In: A Szent László királyról czimzett Nyitrai R. K. Főgymnasium Értesítője az 1906/7. tanévről. Nyitra.
- 1913 Berlini tanulmányutam 1913. szept. 23-okt. 2-ig. Nyitra, Lövy A. Nyitravármegye.
- 1914 A víz. Egészségügyi tanulmányok. Tek. Nyitra vármegye községeinek ivóvízzel való ellátására. Nyitra, Huszár. (A Nyitrai főgimnázium értesítője 1913).
- 1914 Útmutatás a kolera elleni védekezésről. Nyitra, Neugebauer. Nyitra vm. hivatalos lapja.
- 1914 A család feladata a fertőző betegségek leküzdésében. Nyitra, Huszár. A Nyitrai r. kath. polgári leányiskola értesítője.
- 1916 Rövid útmutatás a fertőtlenítés gyakorlati keresztülvitelére. A községi fertőtlenítők számára. Nyitra.